# 徳島地方気象台
徳島地方気象台（とくしまちほうきしょうだい）は、徳島県徳島市にある地方気象台。

## 概要
徳島県内の気象業務を総括しており、大阪管区気象台の管轄下で、徳島県域の陸上及び沿岸海域における以下の業務を行っている。
- 観測業務
  - 地上気象観測　気象観測
  - アメダス(地域気象観測所）観測
  - 地震観測
  - 海洋観測
  - 津波観測
  - 生物季節観測
- 予報業務
  - 特別警報・警報・注意報・情報
  - 天気予報・波浪予想
  - 週間天気予報
  - 季節予報
  - 地域時系列予報・地方分布予報
- 調査業務
- 気象証明・鑑定
- 資料照会、観測資料等の閲覧

## 所在地
- 徳島県徳島市大和町二丁目3番36号

## 沿革
- 1891年（明治24年）4月1日 - 徳島市徳島町会所町2丁目255番地に徳島県立徳島二等測候所として創設。
- 1929年（昭和4年）3月1日 - 徳島市大工島町字天文台18番地に庁舎移転。
- 1939年（昭和14年）11月1日 - 国営に移管、文部省に所属。
- 1943年（昭和18年）10月1日 - 剣山測候所創立。
- 1943年（昭和18年）11月1日 - 運輸逓信省に移管。
- 1957年（昭和32年）9月1日 - 徳島地方気象台となる。
- 1963年（昭和38年）6月1日 - 徳島市大和町二丁目3番36号（現庁舎）に移転。
- 1994年（平成6年）6月24日 - 剣山測候所は剣山観測所となる。
- 1997年（平成9年）3月1日 - 剣山観測所は剣山特別地域観測所となる。
- 2001年（平成13年）4月1日 - 剣山特別地域観測所廃止。

## 天気予報区分
徳島県北部
- 徳島・鳴門 - 徳島市・鳴門市・小松島市・板野郡（板野町・藍住町・北島町・松茂町）
- 美馬北部・阿北 - 吉野川市・美馬市（美馬町・脇町・穴吹町）・阿波市・美馬郡つるぎ町（半田・貞光）、板野郡上板町・名西郡石井町
- 美馬南部・神山 - 美馬郡つるぎ町（一宇）・美馬市（木屋平）・名西郡神山町・名東郡佐那河内村
- 三好 - 三好市・三好郡東みよし町

徳島県南部
- 阿南 - 阿南市
- 那賀・勝浦 - 那賀郡那賀町・勝浦郡（上勝町・勝浦町）
- 海部 - 海部郡（美波町・牟岐町・海陽町）

## 観測地点

### アメダス
- 4要素（気温、風、降水量、日照時間）を観測地点
  - 池田・穴吹・徳島・京上・蒲生田・木頭・日和佐・海陽
- 降水量のみの観測地点
  - 半田・福原旭

### 震度
徳島市大和町、鳴門市撫養町、吉野川市鴨島町、美馬市脇町、美馬市穴吹ふれスポ公園、徳島三好市池田総合体育館、阿南市富岡町、那賀町横石

### 潮位・津波
小松島、阿波由岐